# James E. English
James E. English (New Haven, 1812. március 13. – New Haven, 1890. március 2.) az Amerikai Egyesült Államok szenátora (Connecticut, 1875–1876).